# Sahba Aminikia

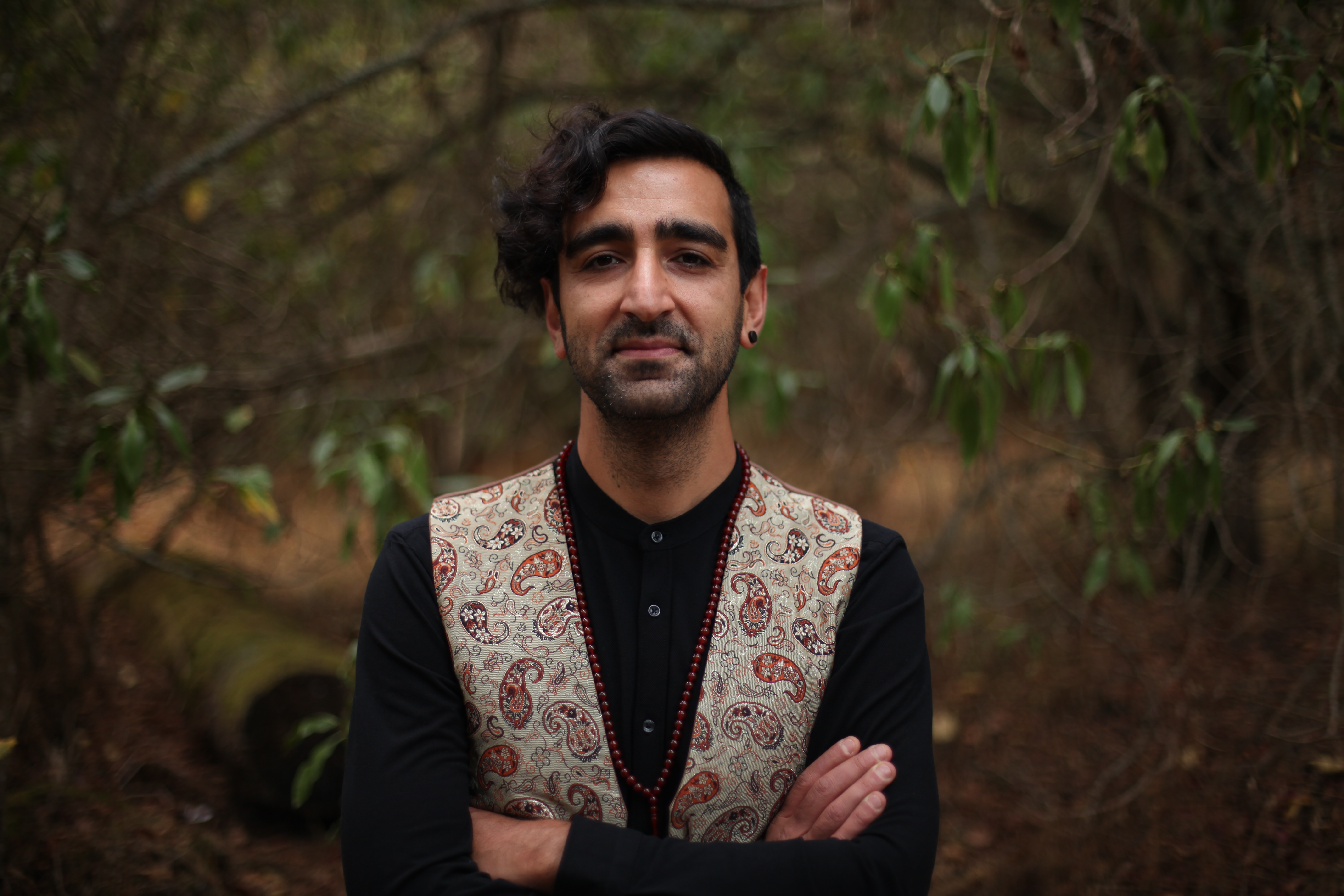
Sahba Aminikia

Sahba Aminikia (persisch صهبا امینی‌کیا; geboren 27. August 1981 in Teheran) ist ein iranisch-US-amerikanischer Komponist zeitgenössischer Musik. Aminikia engagiert sich als künstlerischer Leiter für Festivals, die Musikstücke und Workshops für Geflüchtete Kinder realisieren.

## Leben
Aminikia wurde während des Ersten Golfkriegs 1981 in Teheran geboren. Seine Eltern gehören der Religion des Bahai an. Nachdem er in seiner Heimat aufgrund seiner Religionszugehörigkeit entführt und mit seiner Familie mit dem Tod bedroht wurde, ging er in die Türkei nach Mardin, um dort als Musiker zu arbeiten.

## Musikalischer Werdegang
Aminikia wurde nach eigenen Aussagen von den politischen Umständen seiner Heimat, aber auch von Schriftstellern wie Rumi, und Saadi beeinflusst. Musikalische Einflüsse erhielt er sowohl durch klassische und Jazz-Musik, sowie Pink Floyd, The Beatles und Queen. Aminikia beschreibt seine Musik als eine immersive, transzendente und viszerale menschliche Erfahrung. Er erforscht die Dualität der menschlichen Existenz und das Streben nach Erleuchtung. Musik solle außerdem ein gemeinsames Verständnis von Kommunikation und Dialog bringen. Seine Stücke bringen den Sieg der Hoffnung zum Ausdruck.
Aminikia ist seit 2017 Gründer und künstlerischer Leiter des „Flying Carpet Children Festival“ in Mardin. Das Festival lädt internationale Performer, Komponisten, Zirkuskünstler, Tänzer sowie kurdische Musiker in Schulen und Unterkünfte für Geflüchtete ein. Aminikia hat eigene Erfahrungen als iranischer Flüchtling. Ziel des Festivals ist es, Kindern und Erwachsenen durch eine musikalische Erfahrung Hoffnung und Lichtblicke zu geben. Das Festival wird vom Verein Her Yerde Sanat Dernegi gefördert.
2017 erhielt Aminikia ein Residenzstipendium für das Kronos-Festival in San Francisco. Dort komponierte er sphärische Musik mit Kinderstimmen und Fragmenten eines Kinderchors des Afghan National Institute of Music. Aminikia nutzt in seinen Musikstücken verschiedene Dialekte der persischen Sprache.
2018 erhielt das Flying Carpet Children Festival eine Förderung von 100.000 US-Dollar durch die Amerikanische Botschaft.

Aminikia wurde bereits vom Kronos Quartett, dem Jugendchor Brooklyn, dem San Francisco Conservatory of New Music Ensemble, Mobius Trio beauftragt.
„Ich kann mir vorstellen, eines Tages die Musik aufzugeben. Aber ich kann mir nicht vorstellen, die Kinder, mit denen ich arbeite, aufzugeben. Meine Lebensenergie ist von der Energie dieser Kinder inspiriert. Sie hält mich am Laufen. Kinder tragen eine so starke Emotion und Kraft in sich.“